# Nesotettix cheesmanae
Nesotettix cheesmanae är en insektsart som beskrevs av Günther, K. 1938. Nesotettix cheesmanae ingår i släktet Nesotettix och familjen torngräshoppor. Inga underarter finns listade i Catalogue of Life.